# Commissariat Bastille
Commissariat Bastille est une série télévisée française en sept épisodes de 90 minutes, créée par Jean-Marc Seban et Gilles Béhat, diffusée du 22 février 2001 au 5 décembre 2002 sur TF1, puis sur TMC, TV Breizh, Série Club, NRJ Paris et NRJ 12.

## Synopsis
Le capitaine Mo Loumani est un flic de 40 ans, du genre jeans-baskets, qui officie dans le célèbre quartier parisien de la Bastille où il a été élevé. Son père, à qui tout l'oppose, est devenu directeur adjoint de la police judiciaire. L'un représente la police en gants blancs et l'autre l'homme de terrain sollicité par ceux avec lesquels il a grandi.

## Distribution
- Smaïn : capitaine Mo Loumani
- Virginie de Clausade : Béa
- Nathalie Roussel : Marie
- Véronique Ataly : Françoise Duval
- Frédéric Pellegeay : Perrin

## Épisodes
1. En toute innocence
2. Le Blouson rouge
3. Feux croisés
4. Coulé dans le béton
5. Permis de chasse
6. Compte à rebours
7. Le Plus Bel Âge